# Лобос БУАП
Ло́бос БУАП (исп. Lobos BUAP) — мексиканский футбольный клуб из города Пуэбла-де-Сарагоса, штата Пуэбла. Два сезона участвовал в Лиге МХ, высшем футбольном дивизионе страны, после чего место в элите было продано клубу «Хуарес».
Клуб представляет Автономный университет Бенемерита города Пуэблы (Benemérita Universidad Autónoma de Puebla). БУАП — аббревиатура названия университета на испанском языке. Название «Лобос» в переводе с испанского означает «волки».

## История
История клуба начинается косвенно в 1939 году, когда футбольная команда с именем «Препаратория» состояла исключительно из студентов. В 1966 году Федерация футбола Мексики разрешила вступить клубу в Третий дивизион, где он играл под именем «Каролинос», в качестве эмблемы использовался логотип университета. Но в начале 1970-х годов команда была расформирована. Вновь была возрождена в 1996 году, начав свой путь со Второй лиги. Весной 2017 года команда одержала победу в чемпионате и получила право на повышение в элиту мексиканского футбола.
11 июня 2019 года было объявлено о продаже франшизы «Лобос БУАП» клубу Ассенсо «Хуарес». В сезоне 2019/20 место «Лобоса» займёт именно клуб «Хуарес», при этом «Лобос БУАП» будет запрещено участвовать в любых соревнованиях до второй половины 2020 года.

## Достижения
- Чемпион Ассенсо МХ (1): 2016/17
- Чемпион Сегунды (третий дивизион) (1): Апертура 2003
- Финалист Ассенсо МХ (1): Клаусура 2012